# Hrvatski ragbijaški savez
Hrvatski ragbijaški savez (akr. HRS), krovna ragbijska organizacija u Hrvatskoj. Pod savezom djeluje Hrvatska ragbijaška reprezentacija, odnosno organiziraju se prvenstva i Hrvatski ragbijaški kup. Sjedište HRS-a je u Zagrebu na Trgu Krešimira Ćosića 11. Osnovan je 1. travnja 1962. godine pod imenom Ragbi savez Hrvatske.
Članom međunarodnih organizacija postao je poslije osamostaljenja Hrvatske pa je tako postao članom Međunarodnog saveza amaterskog ragbija, FIRA-e (franc. Fédération Internationale de Rugby Amateur) 16. lipnja 1992., a Međunarodnog odbora ragbijskog nogometa, IRFB-a (engl. International Rugby Football Board) 22. listopada iste godine.
Susret osmog kola Prvenstva Hrvatske između Nade i Zagreba (studeni 2017.) je prva utakmica u povijesti hrvatskog ragbija na kojoj su pravdu dijelile tri sutkinje (glavna sutkinja Petra Drušković, pomoćne sutkinje Franćeska Pleština i Margarita Mratović). Glavna sutkinja tog susreta prva je hrvatska sutkinja s međunarodnim ragbi 7 i ragbi 15 certifikatima koja je prvu utakmicu Prvenstva Hrvatske sudila 2014.

## Vanjske poveznice
- službeno mrežno mjesto